# Formel 1-VM 1996
Formel 1-VM 1996 hade 16 deltävlingar som kördes under perioden 10 mars-13 oktober. Förarmästerskapet vanns av britten Damon Hill och konstruktörsmästerskapet av Williams-Renault. 

## Vinnare
- Förare:  Damon Hill, Storbritannien, Williams-Renault
- Konstruktör:  Williams-Renault, Storbritannien

## Grand Prix 1996
| Grand Prix                 | Datum        | Bana              | Vinnande förare    | Vinnande tillverkare |   |
| -------------------------- | ------------ | ----------------- | ------------------ | -------------------- | - |
| Australiens Grand Prix     | 10 mars      | Albert Park       | Damon Hill         | Williams-Renault     | * |
| Brasiliens Grand Prix      | 31 mars      | Interlagos        | Damon Hill         | Williams-Renault     | * |
| Argentinas Grand Prix      | 7 april      | Buenos Aires      | Damon Hill         | Williams-Renault     | * |
| Europas Grand Prix         | 28 april     | Nürburgring       | Jacques Villeneuve | Williams-Renault     | * |
| San Marinos Grand Prix     | 5 maj        | Imola             | Damon Hill         | Williams-Renault     | * |
| Monacos Grand Prix         | 19 maj       | Monte Carlo       | Olivier Panis      | Ligier-Mugen Honda   | * |
| Spaniens Grand Prix        | 2 juni       | Catalunya         | Michael Schumacher | Ferrari              | * |
| Kanadas Grand Prix         | 16 juni      | Montréal          | Damon Hill         | Williams-Renault     | * |
| Frankrikes Grand Prix      | 30 juni      | Magny-Cours       | Damon Hill         | Williams-Renault     | * |
| Storbritanniens Grand Prix | 14 juli      | Silverstone       | Jacques Villeneuve | Williams-Renault     | * |
| Tysklands Grand Prix       | 28 juli      | Hockenheimring    | Damon Hill         | Williams-Renault     | * |
| Ungerns Grand Prix         | 11 augusti   | Hungaroring       | Jacques Villeneuve | Williams-Renault     | * |
| Belgiens Grand Prix        | 25 augusti   | Spa-Francorchamps | Michael Schumacher | Ferrari              | * |
| Italiens Grand Prix        | 8 september  | Monza             | Michael Schumacher | Ferrari              | * |
| Portugals Grand Prix       | 22 september | Estoril           | Jacques Villeneuve | Williams-Renault     | * |
| Japans Grand Prix          | 13 oktober   | Suzuka            | Damon Hill         | Williams-Renault     | * |

## Stall, nummer och förare 1996
| Stall/Tillverkare  | Nummer | Förare                          |
| ------------------ | ------ | ------------------------------- |
| Benetton-Renault   | 3      | Jean Alesi, Frankrike           |
| Benetton-Renault   | 4      | Gerhard Berger, Österrike       |
| Ferrari            | 1      | Michael Schumacher, Tyskland    |
| Ferrari            | 2      | Eddie Irvine, Storbritannien    |
| Footwork-Hart      | 16     | Ricardo Rosset, Brasilien       |
| Footwork-Hart      | 17     | Jos Verstappen, Nederländerna   |
| Forti-Ford         | 22     | Luca Badoer, Italien            |
| Forti-Ford         | 23     | Andrea Montermini, Italien      |
| Jordan-Peugeot     | 11     | Rubens Barrichello, Brasilien   |
| Jordan-Peugeot     | 12     | Martin Brundle, Storbritannien  |
| Ligier-Mugen Honda | 9      | Olivier Panis, Frankrike        |
| Ligier-Mugen Honda | 10     | Pedro Diniz, Brasilien          |
| McLaren-Mercedes   | 7      | Mika Häkkinen, Finland          |
| McLaren-Mercedes   | 8      | David Coulthard, Storbritannien |
| Minardi-Ford       | 20     | Pedro Lamy, Portugal            |
| Minardi-Ford       | 21     | Giancarlo Fisichella, Italien   |
| Minardi-Ford       | 21     | Tarso Marques, Brasilien        |
| Minardi-Ford       | 21     | Giovanni Lavaggi, Italien       |
| Sauber-Ford        | 14     | Johnny Herbert, Storbritannien  |
| Sauber-Ford        | 15     | Heinz-Harald Frentzen, Tyskland |
| Tyrrell-Yamaha     | 18     | Ukyo Katayama, Japan            |
| Tyrrell-Yamaha     | 19     | Mika Salo, Finland              |
| Williams-Renault   | 5      | Damon Hill, Storbritannien      |
| Williams-Renault   | 6      | Jacques Villeneuve, Kanada      |

## Slutställning förare 1996
| Placering | Förare                | Konstruktör        | Poäng |
| --------- | --------------------- | ------------------ | ----- |
| 1         | Damon Hill            | Williams-Renault   | 97    |
| 2         | Jacques Villeneuve    | Williams-Renault   | 78    |
| 3         | Michael Schumacher    | Ferrari            | 59    |
| 4         | Jean Alesi            | Benetton-Renault   | 47    |
| 5         | Mika Häkkinen         | McLaren-Mercedes   | 31    |
| 6         | Gerhard Berger        | Benetton-Renault   | 21    |
| 7         | David Coulthard       | McLaren-Mercedes   | 18    |
| 8         | Rubens Barrichello    | Jordan-Peugeot     | 14    |
| 9         | Olivier Panis         | Ligier-Mugen Honda | 13    |
| 10        | Eddie Irvine          | Ferrari            | 11    |
| 11        | Martin Brundle        | Jordan-Peugeot     | 8     |
| 12        | Heinz-Harald Frentzen | Sauber-Ford        | 7     |
| 13        | Mika Salo             | Tyrrell-Yamaha     | 5     |
| 14        | Johnny Herbert        | Sauber-Ford        | 4     |
| 15        | Pedro Diniz           | Ligier-Mugen Honda | 2     |
| 16        | Jos Verstappen        | Footwork-Hart      | 1     |

## Slutställning konstruktörer 1996
| Placering | Konstruktör        | Poäng |
| --------- | ------------------ | ----- |
| 1         | Williams-Renault   | 175   |
| 2         | Ferrari            | 70    |
| 3         | Benetton-Renault   | 68    |
| 4         | McLaren-Mercedes   | 49    |
| 5         | Jordan-Peugeot     | 22    |
| 6         | Ligier-Mugen Honda | 15    |
| 7         | Sauber-Ford        | 11    |
| 8         | Tyrrell-Yamaha     | 5     |
| 9         | Footwork-Hart      | 1     |
| 10        | Minardi-Ford       | 0     |
| =         | Forti-Ford         | 0     |